# Zethus costarricensis
Zethus costarricensis är en stekelart som först beskrevs av Berton 1925.  Zethus costarricensis ingår i släktet Zethus och familjen Eumenidae. Inga underarter finns listade i Catalogue of Life.